# Zoundwéogo
Le Zoundwéogo est une des 47 provinces du Burkina Faso située dans la région du Nazinon.

## Départements

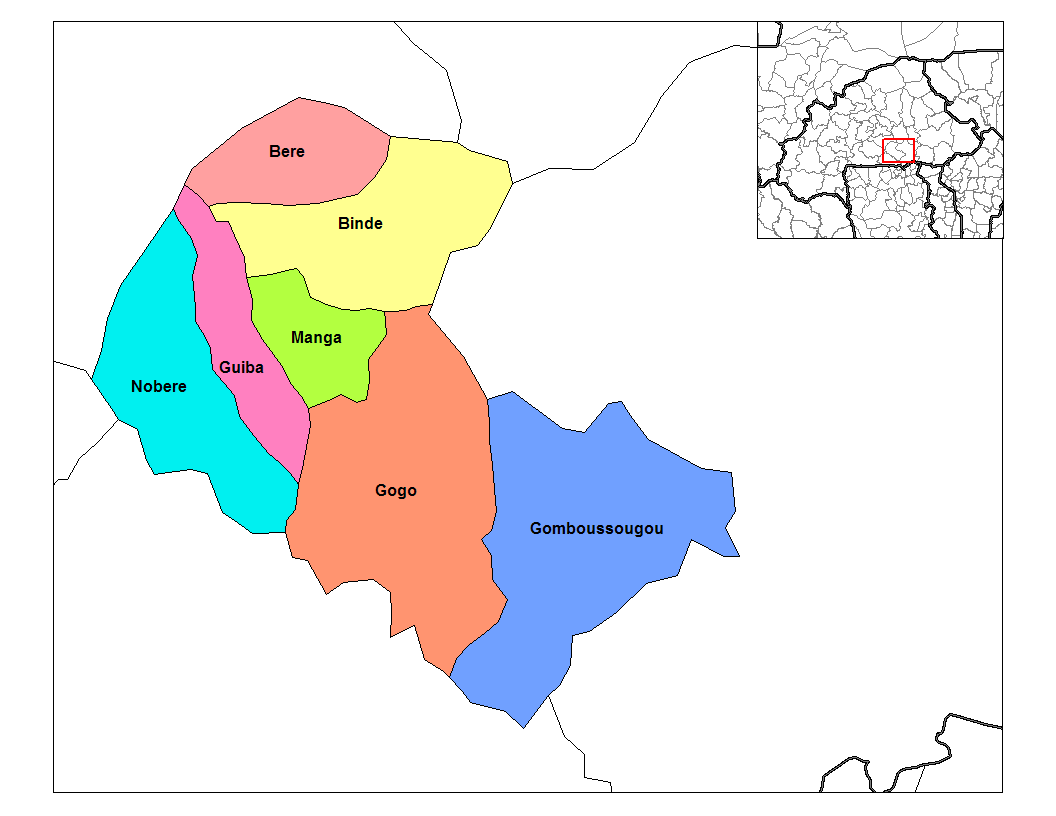
Départements du Zoundwéogo.

La province du Zoundwéogo comprend 7 départements :
- Béré,
- Bindé,
- Gogo,
- Gomboussougou (Gombousougou),
- Guiba,
- Manga,
- Nobéré.

## Démographie
- 197 133 habitants, 54,70 hab/km2 (1996 - Source)
- Chef-lieu : Manga (14 035 habitants).

## Personnalités liées à la commune
- Rose Marie Compaoré (1958-2020), femme politique burkinabé.